# I.R.S. Records
I.R.S. Records — американський лейбл звукозапису, заснований 1979 року.
Засновником компанії був музичний підприємець Майлз Коупленд. Наприкінці 1970-х років він був менеджером британських рок-гуртів Squeeze, The Police (де грав його брат Стюарт Коупленд), Buzzcocks, Chelsea, The Fall та Alternative TV, а також мав декілька власних лейблів звукозапису (Illegal Records, Deptford Records та Step Forward Records), на яких виходили записи гуртів панк-року та нової хвилі. Коупленд плідно працював із британським відділенням A&M Records і влітку 1978 року домовився з його керівником Джеррі Моссом про те, щоб A&M розповсюджували у США записи нового лейблу Коупленда I.R.S. Records.
Назва I.R.S. Records розшифровувалася як International Record Syndicate (укр. Міжнародний синдикат звукозапису). Концепція лейблу полягала в тому, що попри обмежені фінансові можливості, компанія мала індивідуальний підхід до кожного артисту, якого вони не отримали б в іншому місці. Партнерами засновника I.R.S. Records Майлза Коупленда стали Джей Боберг, який відповідав за просування та розповсюдження записів, та Карл Грассо, що обіймав посаду артдиректора — з обома було підписано угоду на п'ять років.
Першими артистами I.R.S., чиї записи досягали верхівки чартів США та Великої Британії, стали американський дівочий рок-гурт The Go-Go's та британський глем-роковий колектив Doctor and the Medics. Проте найбільші успіхи лейблу були пов'язані із гуртом R.E.M., з яким було підписано контракт 1982 року: на I.R.S. вийшли перші шість платівок колективу, який вважається одним з засновників жанру альтернативного року. Серед інших провідних виконавців лейблу — гурти The Alarm, Buzzcocks, Dead Kennedys, Concrete Blonde, Fine Young Cannibals, The Beat, співак Джон Кейл.
Партнерство I.R.S з A&M Records тривало до 1985 року. З 1985 по 1990 роки їхні записи розповсюджувала компанія MCA Records, а після цього — EMI Records. 1996 року було повідомлено про закриття лейблу через низькі показники продажів.
2011 року американський підрозділ EMI вирішив відновити лейбл I.R.S. Records. На ньому встигли вийти альбоми гуртів Chiddy Bang та Foxy Shazam, але після того, як EMI Music було поглинуто Universal Music Group, лейбл закрили. 2013 року відбулася ще одна спроба відновити історичну торговельну марку: було створено компанію I.R.S. Nashville. Вона проіснувала до кінця 2015 року, після чого артисти I.R.S. (Striking Matches, Muddy Magnolias, Марк Сібілья) перейшли до Collective Music Group.